# Paul Teste
Pour les articles homonymes, voir Teste.
Paul Marcel Teste, né le 2 octobre 1892 à Lorient et mort le 13 juin 1925 à Villacoublay, est un officier de marine français de l'aviation maritime qui consacra la majeure partie de sa carrière à la promotion de l’aviation navale. 
Premier pilote français à s’être posé sur un porte-avions, il a donné son nom au transport d’hydravions Commandant Teste.

## Biographie

### Origines et formation
Né à Lorient dans une famille de militaires, Paul Marcel Teste est le fils d’un adjudant du 1er régiment d'artillerie de marine et d’une Lorientaise. Brillant élève, il se présente à l’École navale en 1909. Il a alors 17 ans. Aspirant en 1911, il est promu enseigne de vaisseau de 2e classe en 1912 et enseigne de 1re classe à la déclaration de guerre.

### La Première Guerre mondiale
Prenant part aux opérations en Méditerranée et en Adriatique, il se sent attiré par l’aviation et obtient sa mutation comme observateur aux escadrilles B101 et B102 à Dunkerque en 1917.  Le 26 mai 1917 son hydravion est contraint à l’amerrissage par une patrouille de chasseurs allemands. Fait prisonnier, Paul Teste est interné à Karlsruhe. Après une tentative d’évasion avortée, il est transféré au camp disciplinaire de Magdebourg, d’où il parvient à s’échapper et regagne la France en janvier 1918. Promu lieutenant de vaisseau en septembre 1918, il devient instructeur sur hydravion.

### Le promoteur de l'aviation navale

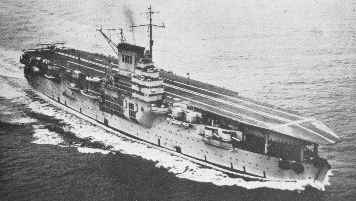
Porte-avions Béarn.

Décoré de la Légion d'honneur et de la croix de guerre avec palmes, il est nommé à la tête de l’Aviation d’Escadre, première formation d’aviation embarquée constituée en France. Chargé de tester les avions et d’étudier les meilleures techniques, il est le premier à se poser sur le porte-avions Béarn inachevé au large de Toulon le 20 octobre 1920.
Dans l'attente du Béarn, il obtient la transformation de l'aviso Bapaume. La Marine nationale utilise de 1920 à 1924 le Bapaume en porte-avions école, pour former des pilotes au décollage.

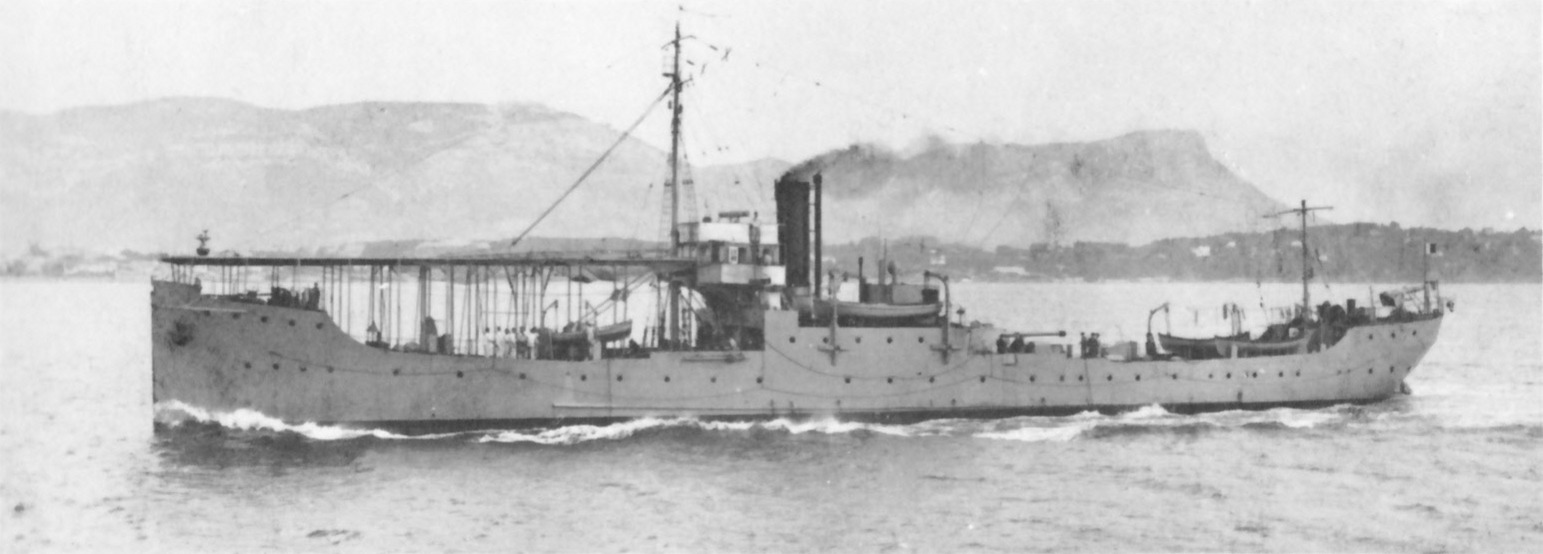
Bapaume, 1920.

Promu capitaine de corvette en juillet 1922, il se fait un ardent défenseur des porte-avions en France, mais aussi un propagandiste de l’aviation sous toutes ses formes. Ainsi en 1924 il parcourt la France à bord d’un hydravion FBA 17 pour reconnaître les plans d’eau utilisables pour les hydravions en difficulté au-dessus du territoire.

### Décès

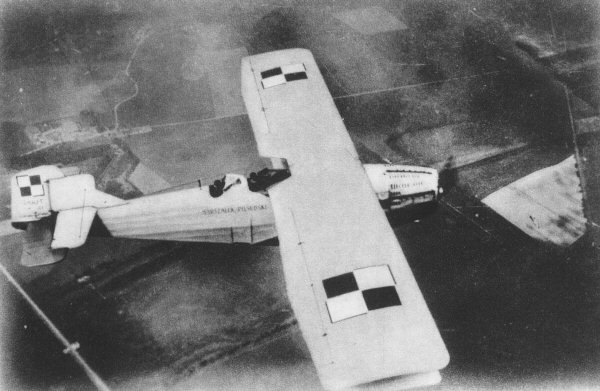
Amiot 123.

Affecté au cabinet militaire du ministre de la Marine, Paul Teste veut aussi tenter sa chance sur l’Atlantique et obtient la mise à sa disposition du prototype Amiot 120. Alors qu’il effectue des essais de mise au point avant un raid préliminaire qu'il projette de mener, sans escale, de Paris à Karachi (Pakistan), le monomoteur s’écrase peu après son décollage de la base aérienne de Villacoublay le 12 juin 1925. Gravement brûlé, Paul Teste décède le lendemain. 
Après des obsèques officielles quatre jours plus tard à Paris, il est inhumé à Lorient le 25 juin au cimetière de Carnel. À titre posthume il est promu capitaine de frégate et fait commandeur de la Légion d’honneur.
Le porte-hydravions Commandant Teste est baptisé en son nom pour lui rendre hommage en 1929.